# Илясово (озеро)
Илясово — озеро в Туринском городском округе Свердловской области, в 25 км северо-восточнее города Туринск, в южной части труднопроходимого болота Илясово, севернее на территории этого болота расположены озёра Чёрное и Азанкино. Площадь 1,48 км², уровень уреза воды 103,9 м. Берега заболочены, в озере водятся карась, гольян, верховка, гнездится водоплавающая птица.

## Данные водного реестра
По данным государственного водного реестра России озеро Илясово относится к Иртышскому бассейновому округу, речной бассейн — Иртыш, речной подбассейн — Тобол, водохозяйственный участок — Тура от впадения р. Тагил до устья без рр. Тагил, Ница и Пышма. Код водного объекта 14010502311111200010761.